# العلاقات البليزية الفيتنامية
العلاقات البليزية الفيتنامية هي العلاقات الثنائية التي تجمع بين بليز وفيتنام.

## مقارنة بين البلدين
هذه مقارنة عامة ومرجعية للدولتين:
| وجه المقارنة                                              | بليز         | فيتنام           |
| --------------------------------------------------------- | ------------ | ---------------- |
| المساحة (كم2)                                             | 22.97 ألف    | 331.69 ألف       |
| عدد السكان (نسمة)                                         | 374.68 ألف   | 94.66 مليون      |
| الكثافة السكانية (ن./كم²)                                 | 16.31        | 285.39           |
| العاصمة                                                   | بلموبان      | هانوي            |
| اللغة الرسمية                                             | لغة إنجليزية | اللغة الفيتنامية |
| العملة                                                    | دولار بليزي  | دونغ فيتنامي     |
| الناتج المحلي الإجمالي (بليون دولار)                      | 1.84 مليار   | 234.19 مليار     |
| الناتج المحلي الإجمالي (تعادل القوة الشرائية) بليون دولار | 3.05 مليار   | 553.42 مليار     |
| الناتج المحلي الإجمالي الاسمي للفرد دولار أمريكي          | 4.88 ألف     | 2.48 ألف         |
| الناتج المحلي الإجمالي للفرد دولار أمريكي                 | 8.42 ألف     | 5.63 ألف         |
| مؤشر التنمية البشرية                                      | 0.715        | 0.666            |
| رمز المكالمات الدولي                                      | +501         | +84              |
| رمز الإنترنت                                              | .bz          | .vn              |
| المنطقة الزمنية                                           | 00           | ت ع م+07:00      |

## منظمات دولية مشتركة
يشترك البلدان في عضوية مجموعة من المنظمات الدولية، منها:
| علم المنظمة | اسم المنظمة                        | تاريخ انضمام بليز | تاريخ انضمام فيتنام |
| ----------- | ---------------------------------- | ----------------- | ------------------- |
|             | وكالة ضمان الاستثمار متعدد الأطراف | 29 يونيو 1992     | 5 أكتوبر 1994       |
|             | منظمة الشرطة الجنائية الدولية      | ?                 | ?                   |
|             | منظمة حظر الأسلحة الكيميائية       | ?                 | ?                   |
|             | منظمة التجارة العالمية             | ?                 | 11 يناير 2007       |
|             | الفريق المعني برصد الأرض           | ?                 | ?                   |
|             | الأمم المتحدة                      | 25 سبتمبر 1981    | 20 سبتمبر 1977      |
|             | مؤسسة التمويل الدولية              | 19 مارس 1982      | 4 أغسطس 1967        |
|             | يونسكو                             | 10 مايو 1982      | 6 يوليو 1951        |
|             | مؤسسة التنمية الدولية              | 19 مارس 1982      | 24 سبتمبر 1960      |
|             | البنك الدولي للإنشاء والتعمير      | 19 مارس 1982      | 21 سبتمبر 1956      |
|             | الاتحاد البريدي العالمي            | ?                 | ?                   |
|             | الاتحاد الدولي للاتصالات           | 16 ديسمبر 1981    | 24 سبتمبر 1951      |

## وصلات خارجية
- موقع وزارة الخارجية البليزية
- موقع وزارة الخارجية الفيتنامية